# Blood on the Dance Floor: HIStory in the Mix
Blood on the Dance Floor: HIStory in the Mix es un álbum de remezclas del cantante estadounidense Michael Jackson. Fue lanzado el 20 de mayo de 1997 por Epic Records. Contuvo ocho canciones que fueron remixadas de su anterior álbum, HIStory: Past, Present and Future, Book I, y cinco nuevos temas. También considerado por muchos como álbum de estudio por contener 5 canciones nuevas, aunque dadas las diversas opiniones se le adjudican ambos términos.
Recibió opiniones diversas de los críticos de música contemporánea. Al respecto, fue criticado por tener letras superficiales. Tuvo dos sencillos y múltiples discos de platino, en varios países, al venderse más de 6 millones de copias en todo mundo, convirtiéndose así en el álbum de remezclas más vendido de la historia.

## Producción
La producción de Blood on the Dance Floor: HIStory in the Mix comenzó mientras Jackson se encontraba en la gira HIStory World Tour. La preparación del disco empezó en 1995 y se llevó a cabo en diferentes países, como Suecia, Suiza y Alemania. Allí se propuso remezclar algunas de sus canciones más populares y grabar y componer nuevas canciones.
Finalmente, el álbum se conformó por ocho canciones remezcladas de los éxitos de su álbum HIStory (1995) ("Scream Louder", "Money", "2 Bad", "Stranger in Moscow", "This Time Around", "Earth Song", "You Are Not Alone" y "HIStory") y cinco nuevas piezas ("Blood on the Dance Floor ", "Morphine", "Superfly Sister", "Ghosts" y "Is It Scary").

## Sencillos
El 2 de abril de 1997, Jackson lanzó en Europa el sencillo que da nombre al álbum. Alcanzó el Top 10 de varios países europeos, como Reino Unido y España. El lanzamiento en Estados Unidos fue menos popular, ya que el tema alcanzó la posición cuarenta y dos de la lista Billboard Hot 100. 
Después, el 30 de julio del mismo año, publicó el sencillo doble titulado "HIStory/Ghosts", con un video musical para las dos canciones. "HIStory" fue un tema musical que contó con mezclas de electro pop, cuyo video musical fue ambientado en un entorno futurista. La canción "Ghosts" fue muy promocionada y el video musical se hizo a partir de una extracción de cinco minutos del cortometraje Ghosts, película protagonizada por el propio Jackson y estrenada en el mes de octubre de 1997 en el Festival Internacional de Cannes, donde recibió críticas positivas.
Finalmente se lanzaría el sencillo "Is It Scary", solo a modo promocional, no fue muy popular y no contó con ningún video musical.

## Recepción

### Recepción crítica
Blood on the Dance Floor: HIStory in the Mix recibió comentarios variados por parte de los críticos de música contemporánea. El diario
New York Daily News comentó que Jackson a través de sus canciones volvía ponerse ante la opinión pública como una víctima del mundo.  El periódico The New York Times lo calificó de interesante, aunque añadía que algunas canciones resultaban ser un poco patéticas por el modo en el que hablaban de promiscuidad sexual y los analgésicos.
La página web Allmusic, dijo que "las nuevas cinco canciones resultaban ser un tanto embarazosas, débiles y predecibles". Con respecto al sencillo que da nombre al álbum, los críticos de ese sitio aseguraron que era una sombría reformulación de los temas "Jam" y "Scream", y que "su video musical resultaba ser algo patético porque mostraba un supuesto apuñalamiento en una pista de baile". La revista The Virginian-Pilot afirmó que la versión remezclada de la canción "Scream", que grabó a dúo con su hermana Janet, era mucho mejor que la original.

### Ventas e impacto
Blood on the Dance Floor: HIStory in the Mix debutó en la posición veinticuatro de la lista estadounidense Billboard 200, y vendió en total un millón de copias en ese territorio. La empresa de certificaciones de álbumes en Estados Unidos, RIAA, galardonó al álbum como disco de platino.
El álbum tuvo un éxito similar en Europa, donde vendió más de dos millones de unidades. En julio de 1997 alcanzó el puesto número uno en la lista UK Albums Chart del Reino Unido. La empresa de certificaciones de sencillos y álbumes de dicho país, BPI, lo galardonó como platino, ya que allí vendió más doscientos cincuenta mil copias. Además, Blood on the Dance Floor: HIStory in the Mix alcanzó la lista de los diez más vendidos en Austria, Bélgica, Francia, Noruega, España, Suecia y Suiza.  Hasta el 2009 lleva 5,3 millones de copias certificadas mundialmente;[cita requerida] de este modo, se convirtió en álbum de remezclas más vendido de la historia de la música.

## Lista de canciones
| N.º | Título                                                 | Escritor(es)                                                  | Productor(es)                                                                               | Duración |  |
| 1.  | «Blood on the Dance Floor»                             | Michael Jackson, Teddy Riley                                  | Michael Jackson, Teddy Riley                                                                | 4:13     |  |
| 2.  | «Morphine»                                             | Michael Jackson                                               | Michael Jackson                                                                             | 6:29     |  |
| 3.  | «Superfly Sister»                                      | Michael Jackson, Bryan Loren                                  | Michael Jackson                                                                             | 6:28     |  |
| 4.  | «Ghosts»                                               | Michael Jackson, Teddy Riley                                  | Michael Jackson, Teddy Riley                                                                | 5:14     |  |
| 5.  | «Is It Scary»                                          | Michael Jackson, James Harris III, Terry Lewis                | Michael Jackson, Jimmy Jam, Terry Lewis                                                     | 5:36     |  |
| 6.  | «Scream Louder (Flyte Tyme Remix)» (con Janet Jackson) | Michael Jackson, Janet Jackson, James Harris III, Terry Lewis | Michael Jackson, Janet Jackson, Jimmy Jam, Terry Lewis                                      | 5:27     |  |
| 7.  | «Money (Fire Island Radio Edit)»                       | Michael Jackson                                               | Michael Jackson, Terry Farley, Pete Heller                                                  | 4:23     |  |
| 8.  | «2 Bad (Refugee Camp Mix)»                             | Michael Jackson, Bruce Swedien, René Moore, Dallas Austin     | Michael Jackson, Jimmy Jam, Terry Lewis, Jerry "Te-Bass" Duplessis, Prakazrel "Pras" Michel | 3:33     |  |
| 9.  | «Stranger in Moscow (Tee's In-House Club Mix)»         | Michael Jackson                                               | Michael Jackson, Todd Terry                                                                 | 6:54     |  |
| 10. | «This Time Around (D.M. Radio Mix)»                    | Michael Jackson, Dallas Austin                                | Michael Jackson, Dallas Austin, David Morales                                               | 4:05     |  |
| 11. | «Earth Song (Hani's Club Experience)»                  | Michael Jackson                                               | Michael Jackson, Bill Bottrell, David Foster, Hani Al-Bader                                 | 7:55     |  |
| 12. | «You Are Not Alone (Classic Club Mix)»                 | R. Kelly                                                      | Michael Jackson, R. Kelly, Frankie Knuckles, Satoshi Tomiie                                 | 7:37     |  |
| 13. | «HIStory (Tony Moran's HIStory Lesson)»                | Michael Jackson, James Harris III, Terry Lewis                | Michael Jackson, Jimmy Jam, Terry Lewis, Tony Moran, Bob Rosa                               | 8:01     |  |

## Outtakes
- "In the Back" (Michael Jackson y Glenn Ballard) - Originalmente se grabó en 1994 y se utilizó en 1997 para ser incluida en Blood on the Dance Floor: HIStory in the Mix, aunque finalmente acabó fuera del disco y en 2004 se terminó lanzando en el álbum recopilatorio the ultimate collection
- "On the Line" (Babyface) - Grabada para la banda sonora de la película Get on the Bus y posteriormente pensada para ser incluida en Blood on the Dance Floor: HIStory in the Mix, aunque al final acabaría fuera del disco. En 1997 se incluyó como CD MiniMax Single en el Deluxe Collector Boxset GHOSTS, donde además del sencillo se incluía la película Ghosts en VHS, el CD del álbum Blood On The Dance Floor: HIStory In The Mix y un libreto con datos de la película Ghosts.

## Créditos
- Voz: Michael Jackson
- Productores: Michael Jackson, Teddy Riley, R. Kelly, Bill Bottrell, Janet Jackson y Jimmy Jam y Terry Lewis
- Mezcla: Terry Farley, Pete Heller, Tony Moran, Frankie Knuckles, Hani Al-Bader, David Morales y Wyclef Jean
- Guitarra: Wyclef Jean

## Listas y certificaciones
| América        |          |     |                          |            |
| Canadá         | CRIA     | n/a | disco de oro             | 50.000+    |
| Estados Unidos | RIAA     | 24  | disco de platino         | 1.000.000+ |
| México         | AMPROFON | 1   | 13 o + disco de diamante | 4.000.000  |
| Europa         |          |     |                          |            |
| Alemania       | IFPI     | n/a | disco de oro             | 250.000+   |
| Austria        | IFPI     | 2   | -                        | -          |
| Bélgica        | IFPI     | 1   | -                        | -          |
| Francia        | SNEP     | 1   | -                        | -          |
| Noruega        | IFPI     | 2   | -                        | -          |
| Países Bajos   | NVPI     | n/a | disco de oro             | 50.000+    |
| Reino Unido    | BPI      | 1   | disco de platino         | 60.000+    |
| Suecia         | IFPI     | 4   | -                        | -          |
| Suiza          | IFPI     | 2   | disco de platino         | 50.000+    |
| Oceanía        |          |     |                          |            |
| Australia      | ARIA     | 2   | -                        | -          |
| Nueva Zelanda  | RIANZ    | 1   | -                        | -          |